# Anthony Ray (Schauspieler)
Anthony Ray (* 24. November 1937; † 29. Juni 2018 in Saco, Maine) war ein US-amerikanischer Schauspieler, Filmproduzent und Regieassistent.

## Leben
Anthony Ray war ein Sohn des Regisseurs und Schauspielers Nicholas Ray. Von 1960 bis 1974 war er mit der Schauspielerin Gloria Grahame (1923–1981) verheiratet. Da diese zuvor auch von 1948 bis 1952 mit seinem Vater verheiratet und somit seine Stiefmutter gewesen war, sorgte die Ehe für einen Skandal. Aus der 1974 geschiedenen Ehe mit Grahame stammen zwei Kinder.
Ray war 1957 zunächst als Schauspieler in Film und Fernsehen aktiv. Für seine Rolle in John Cassavetes’ Independentfilm Schatten (1959) wurde er für British Film Academy Award als Bester Nachwuchsdarsteller nominiert. 
Ab 1966 war er auch als Regieassistent tätig und arbeitete bei Bob & Carol & Ted & Alice (1969) erstmals mit dem Regisseur Paul Mazursky zusammen. Es folgten weitere gemeinsame Filme; beginnend mit Alex im Wunderland aus dem Jahr 1970 war Ray auch als Associate Producer an einer Reihe von Mazurskys Filmen beteiligt. Am Ende des Jahrzehnts stieg er zum alleinständigen Produzenten auf. Als solcher war er an den Filmen Ein Haar in der Suppe, Eine entheiratete Frau und Willie & Phil beteiligt. Für Eine entheiratete Frau waren er und Mazursky 1979 für den Oscar in der Kategorie Bester Film nominiert. Zuletzt trat er in den 1980er Jahren als Produktionsmanager bei Filmen in Erscheinung.
Anthony Ray verbrachte seinen Ruhestand in Maine, wo er im Sommer 2018 nach längerer Krankheit mit 80 Jahren starb. Er wurde von seiner Ehefrau Sue und seinen beiden Kindern aus erster Ehe überlebt.

## Filmografie (Auswahl)
Schauspieler
- 1957: Tag ohne Ende (Men in War)
- 1959: Schatten (Shadows)
- 1962: Hinter feindlichen Linien (War Hunt)
- 1972: The Spook Who Sat By the Door

Assistenzregisseur
- 1966–1968: Iron Horse (Fernsehserie, 21 Folgen)
- 1969: Bob & Carol & Ted & Alice
- 1969: Die Kaktusblüte (The Cactus Flower)
- 1970: Die Glut der Gewalt (The Liberation of L. B. Jones)
- 1971: Valdez (Valdez Is Coming)
- 1974: Harry und Tonto (Harry and Tonto)

Produzent
- 1976: Ein Haar in der Suppe (Next Stop Greenwich Village)
- 1978: Eine entheiratete Frau (An Unmarried Woman)
- 1979: Willie & Phil (Willie and Phil)